# Triquell
Francesc Fuentes i Triquell, conegut artísticament com a Triquell   (Barcelona, 12 de febrer de 2000) i hipocorísticament com a Cesc Fuentes, és un cantant català.

## Trajectòria
Amb formació en ADE i Pedagogia, professor d'anglès, entrenador de futbol sala i estudiant de doblatge, molt vinculat al món del monitoratge infantil i compromès amb les causes socials, la música ha estat el camí principal d'aquest santquirzenc que sempre ha fet vida a Sabadell. Fuentes va deixar la feina com a professor d'anglès per dedicar-se a la producció i la composició musical. Des del 2019 té un estudi amb els seus amics Pau Ruiz i Xavi Rueda, amb els quals va muntar un grup musical anomenat Alter Soma.

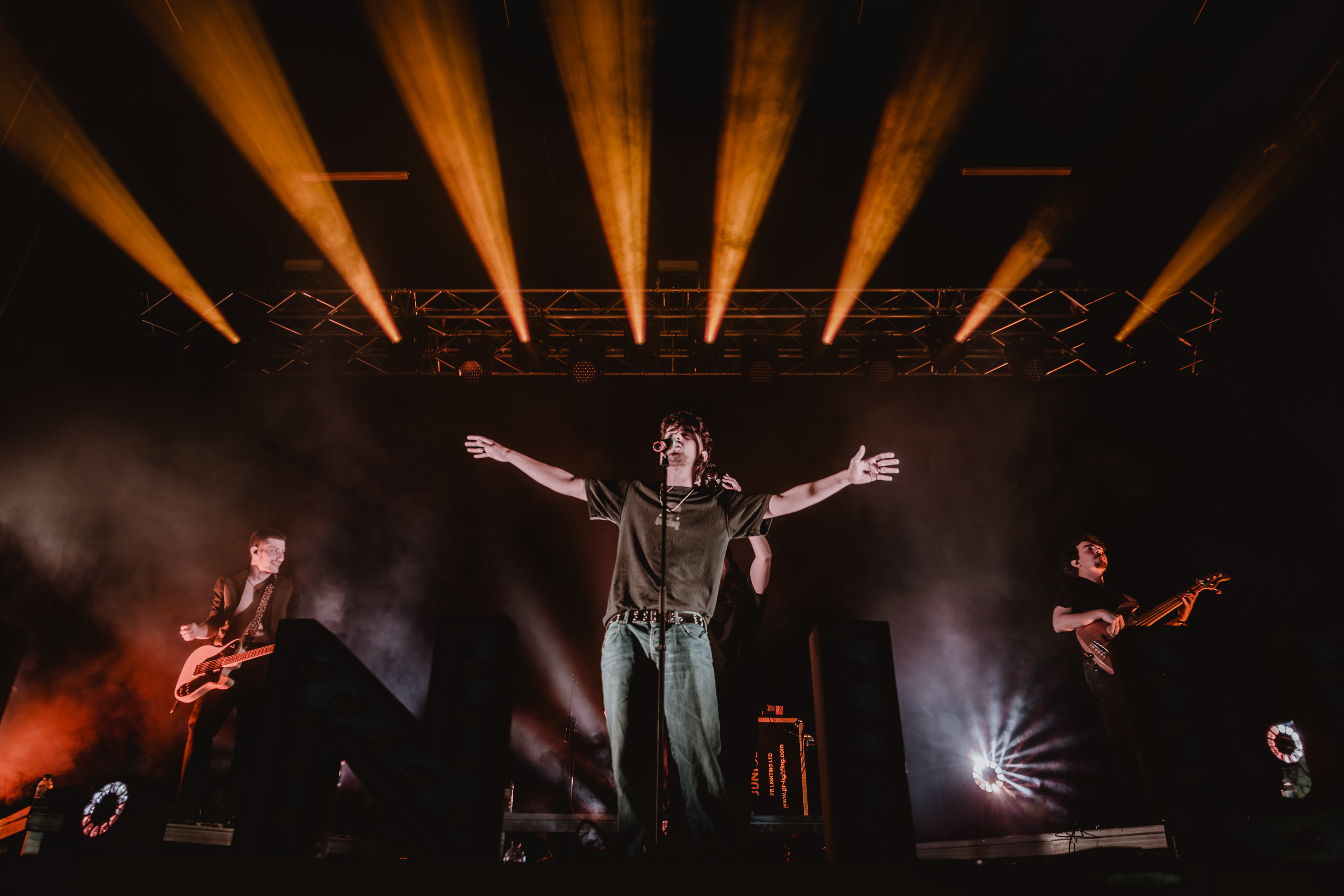
Triquell al Festival Límbic de Sitges depublicar 2023, organitzat per Òmnium Cultural.

Ja amb un cert bagatge musical, el 2022 va participar en el concurs de talents musical Eufòria, emès per TV3. Va aconseguir classificar-s'hi com a segon finalista, al costat de l'olotina Núria López, tercera finalista, i de Mariona Escoda, la guanyadora del concurs. El juliol del 2022 va participar, juntament amb la resta de concursants d'Eufòria, en dos concerts al Palau Sant Jordi de Barcelona.
El 21 d'octubre del 2022, va publicar els seus primers dos senzills com a solista: «Jugular», d'estil fester, i «Road trip», que travessa les fases inicials d'una relació interpersonal. El maig del 2023 va presentar el seu primer disc en el marc del festival Guitar BCN, amb la discogràfica d'Oques Grasses, Halley Records, a la Sala Apolo.

## Discografia
- Entre fluids (Halley Records, 2023)[11]
- FOMO (EP, Halley Records, 2024)[12]